# Pečenice
Pečenice é um município da Eslováquia, situado no distrito de Levice, na região de Nitra. Tem 7,92 km² de área e sua população em 2018 foi estimada em 126 habitantes.

## Demografia
| Ano:        | 1994 | 2004    | 2014   | 2024   |
| ----------- | ---- | ------- | ------ | ------ |
| Broj ljudi: | 148  | 129     | 121    | 127    |
| Razlika:    |      | -12,83% | -6,20% | +4,95% |

| Ano:               | 2023 | 2024   |
| ------------------ | ---- | ------ |
| Número de pessoas: | 131  | 127    |
| Diferença:         |      | -3,05% |